# Chrysochloroma vulcanica
Chrysochloroma vulcanica är en fjärilsart som beskrevs av Louis Beethoven Prout 1933. Chrysochloroma vulcanica ingår i släktet Chrysochloroma och familjen mätare. Inga underarter finns listade i Catalogue of Life.